# Park So-yeon
Park So-yeon (nacida Park En-jung, hangul: 박소연; Seúl, 5 de octubre de 1987), conocida profesionalmente como Soyeon, es una cantante y actriz surcoreana. Es conocida por haber sido miembro del grupo surcoreano T-ara.

## Primeros años
Park So-yeon nació el 24 de octubre de 1987, en Andong, Gyeongsang del Norte, Corea del Sur. Ha cambiado legalmente su nombre por el de Park So-yeon. En 2005 participó y fue galardonada con el Premio de Oro por el CMB Chin Chin Concurso de Canto. Estudió en la prestigiosa Escuela secundaria de Artes de Anyang, ubicada en Anyang, Gyeonggi, Corea del Sur.
Anteriormente fue aprendiz de SM Entertainment, preparándose para ser miembro y supuesta líder del grupo Girls' Generation. Sin embargo, dejó la compañía seis meses antes de su debut debido a circunstancias personales. Después de debutar con T-ara reveló en el programa Taxi que en ese momento sintió que la oportunidad llegó tan fácilmente y que en su mente no estaba del todo preparada para el debut.

## Carrera

### 2009-2011: Inicios
Fue la segunda nueva integrante en ser añadida a T-ara, después de que dos de sus miembros Jiae y Jiwon dejaran el grupo a mediados de 2009, previamente al debut del grupo.
En 2010 fue llevada de urgencia al hospital después de quejarse de no sentirse bien durante el rodaje de su cameo en Master de Estudio. Luego fue diagnosticada con el virus H1N1 , mientras que T-ara todavía estaba promoviendo el sencillo "Como la Primera Vez" de su primer álbum de larga duración, Absoluta Primer Álbum.

### 2012-2013: Actuación y QBS
Participó en la adaptación musical de la canción "Roly-Poly" de T-ara, que inauguró el 13 de enero de 2012 el Sungnam Centro de Artes. Ha declarado que era uno de sus sueños pararse en el escenario y actuar sobre el.
Reemplazó a Hyomin como nueva líder de T-ara a partir del 7 de diciembre de 2011, para las promociones de "Lovey-Dovey". Es la cuarta líder de T-ara después de Eunjung, Boram, y Hyomin. En julio de 2013, ella renunció como líder y Qri se convirtió en la quinta líder.
Participó en el drama "Haeundae Lovers", como Lee Kwan-soon. El drama fue emitido el 13 de agosto de 2012.

### 2017–presente: Salida de MBK Entertainment
El 24 de octubre de 2017 MBK anunció que T-ara haría el lanzamiento de su último álbum como grupo de seis miembros en mayo, después de que los contratos de Boram y Park finalizaran, y las otras miembros permanecerían hasta diciembre de 2017. El 7 de mayo, MBK Entertainment reveló que los planes del grupo habían cambiado y que el nuevo álbum había sido reprogramado para junio de 2017, sin la participación de Boram y Park debido a la expiración de sus contratos. El 8 de mayo se anunció que el grupo tendría su última actuación con seis miembros durante el concierto del 13 de mayo en Taiwán.

## Discografía

### Colaboración
| Título | Año  | posiciones en las listas | posiciones en las listas | Álbum                           |
| Título | Año  | KOR Gaon                 | KOR Billboard            | Álbum                           |
| --- | ---- | ------------------------ | ------------------------ | ------------------------------- |
| "Song For You" (널 위해 부르는 노래) (con Ahn Young-min)                                                                  | 2011 | —                        | —                        | Ahn Young-min A-Family, Parte 3 |
| "I Know" (알아요) (with Lee Bo-ram y Yangpa)                                                                              | 2012 | —                        | —                        | Together                        |
| "Painkiller" (진통제) (con Seong Yoo-jin, Seo Eun-kyo, Taewoon y Choi Sung-min)                                           | 2013 | 11                       | 13                       | Tears of Mind                   |
| "Don't Forget Me" (나를 잊지 말아요) (with Ham Eunjung, Song Minkyung, Cho Seunghee, Jongkook, Sejoon y Seungri de Speed) | 2015 | —                        | —                        | White Snow                      |
| |      |                          |                          |                                 |

### Banda sonora
| Título                                         | Año  | Posición en las listas | Posición en las listas | Álbum                    |
| Título                                         | Año  | KOR Gaon               | KOR Billboard          | Álbum                    |
| ---------------------------------------------- | ---- | ---------------------- | ---------------------- | ------------------------ |
| "Page One" (Parte 2) (con Ock Joo-hyun)        | 2010 | —                      | —                      | Coffee House OST         |
| "What Should We Finish?" (뭐라고 끝낼까)       | 2010 | —                      | —                      | Death Bell 2 OST Parte 1 |
| "Until the End" (with Lee Bo-ram)              | 2011 | —                      | —                      | Gisaeng Ryeong OST       |
| "Page One" (con Ock Joo-hyun and Lee Seok-hun) | 2011 | 25                     | 30                     | Coffee House OST         |
|                                                |      |                        |                        |                          |

### Otras canciones
| Año  | Álbum        | Canción     | Duración | Notas                               |
| ---- | ------------ | ----------- | -------- | ----------------------------------- |
| 2013 | Bunny Style! | "Sign"      | 4:56     | junto a la exmiembro de T-ara Areum |
| 2013 | Bunny Style! | "Love Poem" | 5:24     | Solo                                |

## Filmografía

### Series
| Año  | Título                            | Rol             | Red       | Notas        | Ref    |
| ---- | --------------------------------- | --------------- | --------- | ------------ | ------ |
| 2010 | Giants                            | Bunny Girls     | SBS       | Cameo        | [ 15 ] |
| 2010 | Master of Study                   | mala estudiante | KBS2      | Cameo        | [ 16 ] |
| 2012 | Lovers of Haeundae                | Lee Gwan-soon   | KBS2      | reparto      |        |
| 2015 | Sweet Temptation (Baby Good Girl) | So-hee          | Web Drama | protagonista |        |

### Musical
| Año  | Musical                      | Rol         |
| ---- | ---------------------------- | ----------- |
| 2012 | Our Youth, Roly Poly Musical | Oh Hyun-joo |

### Películas
| 2011 | Gisaeng Ryung | Cameo |

### Programas de variedades
| Año  | Programa            | Notas                                  |
| ---- | ------------------- | -------------------------------------- |
| 2020 | King of Mask Singer | (ep. #267-268) - concursó como "Diver" |

## Vida personal
El 18 de enero de 2022, Park confirmó su matrimonio con el futbolista Cho Yu-min para fines de noviembre, luego de tres años de relación.
Sin embargo, luego de la citación de Cho para disputar la Copa Mundial de Fútbol de 2022, la ceremonia fue postergada. Aun así, la pareja confirmó que legalmente están casados.